# Dianthus myrtinervius
Dianthus myrtinervius är en nejlikväxtart. Dianthus myrtinervius ingår i släktet nejlikor, och familjen nejlikväxter.

## Underarter
Arten delas in i följande underarter:
- D. m. caespitosus
- D. m. myrtinervius
- D. m. zupancicii

## Bildgalleri

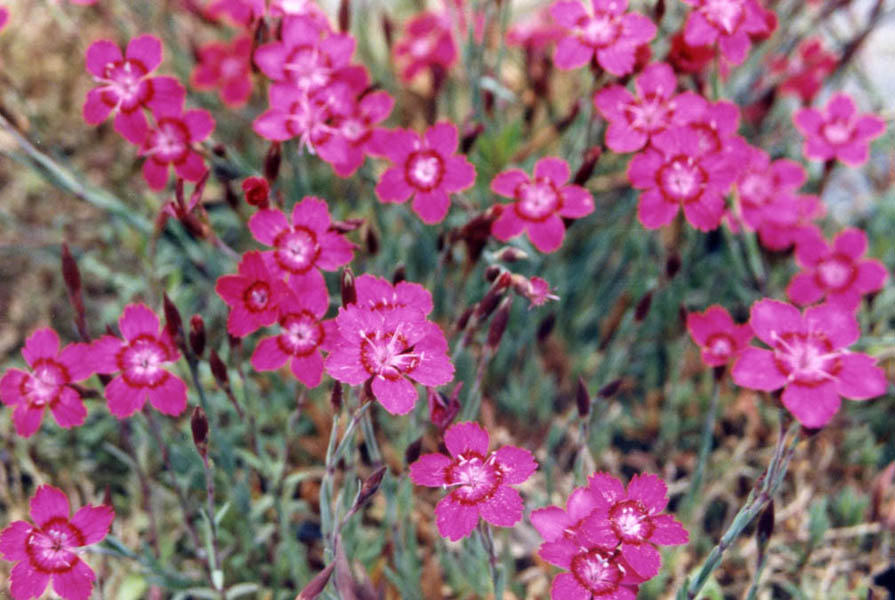
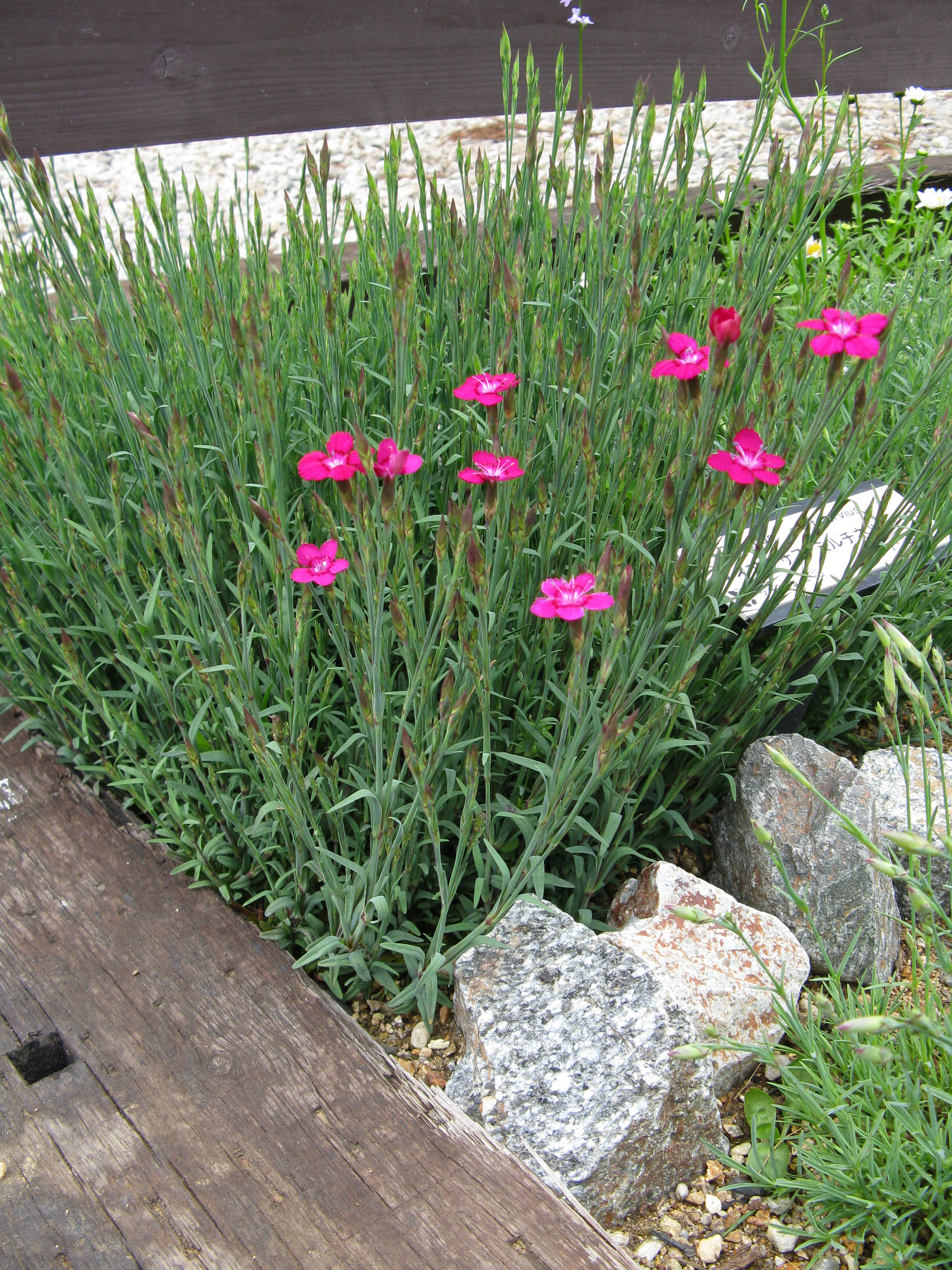
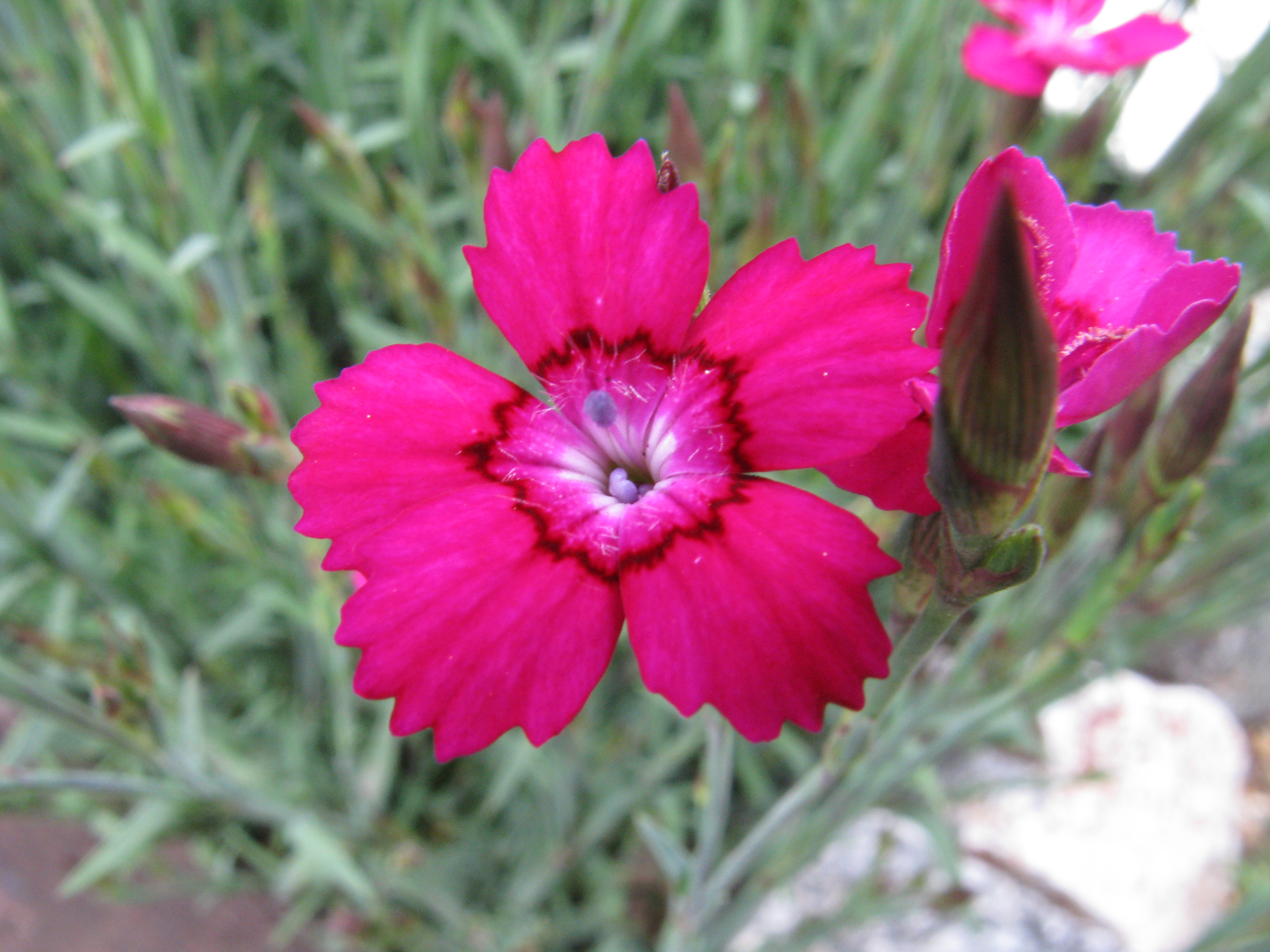
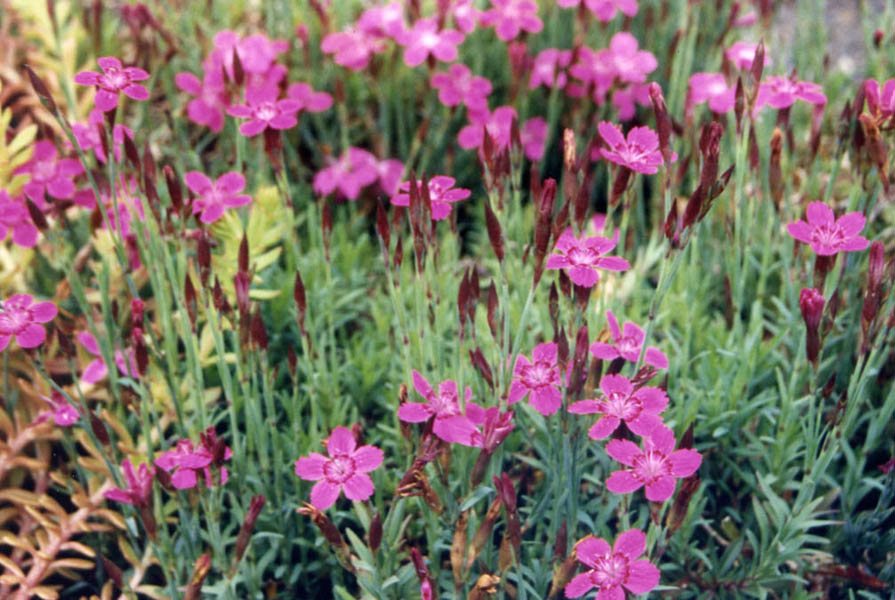